# SpVgg 07 Ludwigsburg
Die SpVgg 07 Ludwigsburg war ein rund 1000 Mitglieder zählender Sportverein aus dem württembergischen Ludwigsburg. Die viele Jahre zweit- und drittklassig spielenden Fußballer stellte die größte und erfolgreichste Abteilung des Vereins. Daneben waren es die Abteilungen Jugendfußball, AH-Fußball, Amputierten-Fußball, Gymnastik, Boxen, Tischtennis, Koronarsport, Rollerderby und American Football (Ludwigsburg Bulldogs). Die Vereinsfarben der SpVgg 07 Ludwigsburg waren gelb und schwarz. Im Zuge einer Verschmelzung mit dem MTV Ludwigsburg wurde der Verein SpVgg 07 Ludwigsburg im Juni 2019 aufgelöst.

## Geschichte
Der Verein wurde am 15. Februar 1907 unter dem Namen 1. Fußballclub Ludwigsburger Kickers gegründet, und bei Wiederaufnahme der Vereinsarbeit nach dem Ersten Weltkrieg in VfB Ludwigsburg umbenannt. Im Jahr 1938 fusionierte der VfB Ludwigsburg mit dem RKV Ludwigsburg zur heutigen Sportvereinigung 07 Ludwigsburg.
Nach dem Zweiten Weltkrieg spielte die Sportvereinigung zunächst in der 2. Amateurliga. 1955 wurde die SpVgg 07 Ludwigsburg Vorletzter und musste in die Relegation gegen den Dritten der Aufstiegsrunde zur 2. Amateurliga. Hier gewann man gegen den VfB Conweiler mit 7:1 und vermied den Absturz in die A-Klasse. In der Folge belegte die Sportvereinigung Plätze im vorderen Drittel der Tabelle. Nach Abschluss der Punkterunde 1956/57 stand Ludwigsburg gemeinsam mit dem punktgleichen Vorjahresabsteiger Stuttgarter SC an der Tabellenspitze. Das daraufhin am Karsamstag 1957 angesetzte Entscheidungsspiel um die Meisterschaft gewann 07 Ludwigsburg vor 7.000 Zuschauern auf der Schlotwiese in Zuffenhausen mit 1:0 durch ein Tor des ältesten 07-Spielers Willy Kanzok. Durch den Gewinn der Meisterschaft hatte sich der Verein für die Aufstiegsrunde zur 1. Amateurliga Württemberg qualifiziert, in der drei der sechs Meister der 2. Amateurligen in die höchste württembergische Amateurklasse aufsteigen konnten. Am Ende wurde Ludwigsburg Erster vor dem FC Wangen 05 und der SpVgg 08 Schramberg und schaffte erstmals den Sprung in die 1. Amateurliga.
1963 gelang mit dem 2. Platz die Württembergische Vizemeisterschaft hinter den Amateuren des VfB Stuttgart. Nachdem die SpVgg 07 Ludwigsburg im Folgejahr nur noch Elfter wurde, spielte sie in der Saison 1964/65 erneut gegen den Abstieg. Am Saisonende belegte man mit dem SSV Ulm den drittletzten Platz. Im daraufhin angesetzten Entscheidungsspiel um den Klassenerhalt setzte sich Ludwigsburg mit 4:1 gegen den SSV Ulm durch und blieb ein weiteres Jahr drittklassig. In der folgenden Spielzeit stieg die Mannschaft als Vorletzter mit 20:44 Punkten und 41:64 Toren in die 2. Amateurliga ab. Nach dem Abstieg in die 2. Amateurliga im Jahr 1966 dauerte es bis 1970, als der Wiederaufstieg gefeiert werden konnte.
Die 1970er Jahre waren für die Sportvereinigung 07 Ludwigsburg eine erfolgreiche Zeit. Gleich im ersten Jahr nach dem Wiederaufstieg in die 1. Amateurliga konnte der Verein als Neuling die Vize-Meisterschaft und die Qualifikation zu den Aufstiegsspielen zur Fußball-Regionalliga-Süd – der damals zweithöchsten deutschen Spielklasse – erreichen. Nach Abschluss der Aufstiegsrunde waren der FC Singen, der SV Waldhof Mannheim und Ludwigsburg punktgleich, so dass eine Entscheidungsrunde nötig war, um einen Aufsteiger zu ermitteln. Waldhof besiegte im ersten Entscheidungsspiel Singen nach Elfmeterschießen und traf im Endspiel am 20. Juni 1971 in Rastatt auf 07 Ludwigsburg. Mit zwei Toren innerhalb von 60 Sekunden brachte Torjäger Günther Schuh die SpVgg 07 Ludwigsburg mit 2:0 in Führung, 30 Minuten in Unterzahl retteten die Ludwigsburger den knappen 2:1-Sieg und stiegen auf.
Fortan gastierten zwei Jahre lang namhafte Clubs wie der 1. FC Nürnberg, der im Jahnstadion 5:1 besiegt wurde, 1860 München und der Karlsruher SC in Ludwigsburg. Dreimal (gegen 1860, den Club und den VfR Heilbronn) war das Stadion mit 15.000 Zuschauern ausverkauft. Der Erfolg und der Zuschauerzuspruch weckten Begehrlichkeiten, und so wurden Profis aus Deutschland, aber auch aus Frankreich und Belgien verpflichtet. Der schwäbische Aufsteiger wurde zur Runde 1971/72 vom ehemaligen Bundesligatrainer Kurt Baluses übernommen, der am 28. März 1972 – zwei Tage nach einem 1:2 beim 1. FC Schweinfurt 05 – verstarb. Nach zwei Spielzeiten war das Abenteuer Regionalliga beendet. Es folgte der Abstieg in die 1. Amateurliga Württemberg, der die Schwarz-Gelben bis 1978 angehörten.
1974 gelang der bisher einzige Titelgewinn der Vereinsgeschichte. Vor heimischem Publikum konnte die Mannschaft rund um die späteren Bundesligaprofis Rainer Adrion und Frank Schäffer im Endspiel um den WFV-Pokal die Amateure des VfB Stuttgart im Elfmeterschießen besiegen. 1700 Fans verfolgten das Finale im Ludwigsburger Jahnstadion. Nachdem zuvor in 120 Minuten Spielzeit kein Treffer gefallen war zeigten die Gastgeber die besseren Nerven und siegten 5:3, wobei alle Ludwigsburger Schützen – Schäffer, Zwickel, Swillus, Eisenhardt und Häfner – trafen. 1981 kam es ebenfalls wieder im Jahnstadion zur gleichen Paarung. Jürgen Heselschwerdt glich die VfB-Führung aus, wieder ging es in die Verlängerung. Der K. o. mit dem 1:2 ereilte die Ludwigsburger kurz vor Spielende.
1978 qualifizierte sich die SpVgg zur neu gegründeten Oberliga Baden-Württemberg, in welcher die besten Mannschaften aus den Verbänden Nordbaden, Südbaden und Württemberg vertreten sind. Der Oberliga Baden-Württemberg gehörte man bis auf eine Unterbrechung in der Saison 1988/89 – als man in die Verbandsliga Württemberg abgestiegen war – ununterbrochen bis zur Einführung der Regionalligen im Jahr 1994 an. Die Nachwirkungen des Regionalliga-Intermezzos von 1971 bis 1973 begleiteten die Sportvereinigung jedoch in all den Jahren und führten sie Mitte der 1980er Jahre beinahe in den finanziellen Ruin. Den verhinderte in letzter Minute der Ludwigsburger Architekt Kurt Knecht (* 7. Februar 1934 in Stuttgart; † 7. März 2018 in Rottach-Egern), der als Mäzen den schwer angeschlagenen Verein für zehn Jahre unterstützte.
Unter Knechts Ägide blühte die SpVgg 07 nochmals auf. 1988 übernahm Rainer Adrion die Mannschaft als Trainer in der Verbandsliga Württemberg und führte sie mit Talenten wie Lust, Widmayer, Mödinger oder Routiniers wie Deutsch und Torhüter Nossa umgehend zur Meisterschaft und zurück in die Oberliga. 1991 schafften die Ludwigsburger Platz zwei und nahmen als württembergischer Meister an der Endrunde um die Deutsche Amateurmeisterschaft teil. Nach Siegen in Unterhaching und gegen Eintracht Trier zogen die Nullsiebener ins Finale ein und hatten vor 4500 Zuschauern im Jahnstadion Heimrecht gegen die Amateure des SV Werder Bremen, die das Finale mit 2:1 gewannen. Adrion wechselte danach zum Bayernligisten SpVgg Unterhaching. Durch die Teilnahme an der Amateurmeisterschaft hatten sich die Ludwigsburger für den DFB-Pokal qualifiziert, besiegten in der ersten Runde den damaligen Zweitligisten Eintracht Braunschweig, scheiterten aber in der zweiten Runde am Bundesligisten Eintracht Frankfurt.
1994 schaffte Trainer Horst Hägele mit dem 07-Team die Qualifikation für die neue Regionalliga Süd. Nach drei Jahren Regionalligazugehörigkeit erfolgte 1997 der Abstieg. Nach einer 1:2-Heimniederlage am letzten Spieltag gegen die längst gesicherte Amateurmannschaft des FC Bayern München mussten die Ludwigsburger in die Oberliga Baden-Württemberg absteigen. Der neu gegründeten Regionalliga gehörte der Verein drei Spielzeiten an, bis man 1997 nach einem 16. Platz in die Oberliga Baden-Württemberg absteigen musste. Nachdem der Wiederaufstieg nicht gelungen war, folgte nach acht Spielzeiten in der Oberliga im Jahr 2005 dann der Abstieg in die Verbandsliga Württemberg. 2011 folgte ein weiterer Abstieg in die siebtklassige Landesliga, dem 2018 der Abstieg in die Bezirksliga folgte.
Aufgrund finanzieller und personeller Schwierigkeiten wurde in der Mitgliederversammlung am 29. März 2019 die Verschmelzung des Vereins mit dem MTV Ludwigsburg beschlossen. Im Zuge der Verschmelzung wurde die mit über 200.000 Euro Bankschulden belastete SpVgg 07 aufgelöst.

## Erfolge
- Deutscher Vize-Amateurmeister 1991
- Meister der Amateurliga Nord-Württemberg 1976
- Meister der Verbandsliga Württemberg 1989
- Rang 5 in der Ewigen Tabelle der Fußball-Oberliga Baden-Württemberg
- WFV-Pokalsieger 1974
- Teilnahme am DFB-Pokal 1974/75, 1975/76, 1981/82, 1991/92

## Bekannte Spieler und Trainer
Jahrzehnte war die SpVgg 07 Ludwigsburg eine herausragende Adresse für Fußballer in Württemberg. Der frühere Spieler und Trainer Rainer Adrion war Trainer der deutschen U21-Nationalmannschaft (und ehemaliger Cheftrainer der Nachwuchsmannschaft des VfB Stuttgart) und war als Vorstandsmitglied für den sportlichen Bereich bei 07 verantwortlich. Von 07 in den Profibereich abgewandert sind der Anfang der 1990er Jahre und auch später Spieler wie Matthias Lust (Karlsruher SC, SpVgg Unterhaching, VfL Bochum), Dennis Mödinger (Waldhof Mannheim), José Alex Ikeng (VfB Stuttgart II und Werder Bremen II) und Tomislav Maric, der neben dem Sprung in die Bundesliga auch kroatischer Nationalspieler wurde.
Gemeinsam zu den Stuttgarter Kickers gewechselt ist nach dem Aufstieg in die Regionalliga Süd 1971 das legendäre Torjäger-Duo Wolfgang Holoch und Günther Schuh. Holoch, der später auch für den 1. FC Nürnberg stürmte und heute Vorsitzender des SGV Freiberg ist, hatte in der Saison 1970/71 22 Treffer erzielt, Günther Schuh 19. In der damaligen Aufstiegsmannschaft mit Holoch und Schuh kickten auch Spieler wie Heinz Stickel und Jürgen Kanzleiter, der sich später ebenfalls den Stuttgarter Kickers anschloss. Aus der Jugend von 07 stammen die ehemaligen Bundesligaspieler Eberhard Trautner (heute bei RB Leipzig) und Jürgen Kramny. Rainer Widmayer war der Co-Trainer des VfB Stuttgart, als Babbel Cheftrainer beim VfB war.

### Trainer
- Kurt Baluses: 1. Juli 1971 – 28. März 1972
- Kurt Sommerlatt: 12. November 1972 – 30. Juni 1973
- Rainer Adrion: 1. Juli 1988 – 30. Juni 1991
- Hans-Martin Kleitsch: 1. Juli 1991 – 30. Juni 1992
- Klaus Stärk: ab 1. Juli 1992 – 1993
- Horst Hägele: 1993 – 30. Juni 1994
- Martin Hägele: 1. Juli 1994 – 30. Juni 1996
- Bernd Hoffmann: 1. Juli 1996 – 10. Mai 1997
- Martin Deutsch: 11. Mai 1997 – 30. Juni 1997
- Jörg Wolff: 1. Juli 1997 – 17. Oktober 1998
- Martin Deutsch: 18. Oktober 1998 – 12. November 2000
- Martin Hägele: 13. November 2000 – 30. Juni 2002
- Thomas Siegmund: 1. Juli 2002 – 15. November 2002
- Reinhard Fröhlich: 16. November 2002 (Interimstrainer)
- Tobias Büttner/Oliver Dense: 17. November 2002 – 31. Januar 2003 (Interimsspielertrainer)
- Bernd Klaus: 1. Februar 2003 – 30. Juni 2003
- Klaus Mirwald: 1. Juli 2003 – 26. Oktober 2004
- Thilo Koch: 27. Oktober 2004 – 29. Oktober 2004 (Interimstrainer)
- Armin Scheiffele: 30. Oktober 2004 – 30. Juni 2005
- Manfred Jung: 1. Juli 2005 – November 2005
- Thilo Koch: November 2005 – 30. Juni 2006
- Herbert Bentz: 1. Juli 2006 – Dezember 2006
- Markus Fendyk: Dezember 2006 – 30. Juni 2008
- Gianni Coveli: 1. Juli 2008 – 30. Juni 2009
- Christian Seeber: 1. Juli 2009 – 15. Januar 2011
- Thomas Siegmund:  15. Januar 2011 – 24. Mai 2011
- Thilo Koch: 24. Mai 2011 – 30. Juni 2012
- Matteo Battista: 1. Juli 2012 – 30. September 2013
- Detlef Olaidotter: 1. Dezember 2013 – 30. November 2014
- Marco Fischer: 1. Januar 2015 – 30. April 2016
- Roman Kasiar: 30. April 2016 – 4. Juni 2016
- Uli Thon: Ab 1. Juli 2016
- Holger Ludwig: Ab 1. Oktober 2016
- Christian Hofberger: Ab 1. Februar 2017
- Marcel Ivanusa, Fabian Gerster: Ab 1. Juni 2017
- Antonio Carneiro, Roman Kasiar: Ab 1. September 2017

## Stadion
Die SpVgg 07 Ludwigsburg trug ihre Heimspiele im 18.000 Zuschauer fassenden Ludwig-Jahn-Stadion aus. Bei seiner Einweihung 1938 war es das zweitgrößte Stadion Württembergs. In unmittelbarer Nachbarschaft des Stadions, auf dem Vereinsgelände, befinden sich zwei Kunstrasenplätze und ein weiterer Rasenplatz. Ein Kunstrasenplatz dient als Ausweichplatz, wenn der Rasenplatz im Stadion nicht bespielbar ist.
Das Vereinsgelände wird „Fuchshof“ genannt. Dieser Name ist begründet in der historischen Bezeichnung dieses Areals. Das Ludwig-Jahn-Stadion liegt zwischen der Bebenhäuser Straße und der Fuchshofstraße.

## Andere Sportarten

### Basketball
1970 schloss sich die Basketballabteilung der DJK Ludwigsburg dem Verein an. In der Saison 1979/80 gelang den Basketballern der SpVgg 07 Ludwigsburg der erstmalige Aufstieg in die Basketball-Bundesliga. Am 29. Dezember 1987 spaltete sich die Basketballabteilung ab und gründete einen eigenen Verein unter dem Namen BG Ludwigsburg, aus welchem der heutige Verein BSG Basket Ludwigsburg mit seiner am Bundesligaspielbetrieb teilnehmenden Mannschaft, der MHP Riesen Ludwigsburg, hervorging.

### Boxen
Die Boxabteilung ging aus der Boxstaffel des RKV Ludwigsburg hervor, welche bereits vor dem Zweiten Weltkrieg als eine der kampfstärksten in Württemberg galt. In den 1960er Jahren wurde der Ludwigsburger Boxer Kurt Morwinsky deutscher Amateurboxmeister im Halbschwergewicht 1960 und 1961. Vierzehn Jahre später 1975 konnte er den Titel zum dritten Mal erringen.

### American Football
Ab 2004 gehörte die damals gegründeten Ludwigsburg Bulldogs zur SpVgg 07 Ludwigsburg. Gleich im ersten Jahr des Ligabetriebs konnte die Mannschaft ungeschlagen aus der Landes- in die Verbandsliga und im darauffolgenden Jahr in die Oberliga aufsteigen.

### Roller Derby
Ab 2017 gehörte die 2007 gegründeten Barockcity Rollerderby zur SpVgg 07 Ludwigsburg. Zuletzt spielte die Damenmannschaft in der 2. Bundesliga. Auch war Barockcity Rollerderby Mitglied der Women’s Flat Track Derby Association (WFTDA).